# Boarmia cymatomita
Boarmia cymatomita är en fjärilsart som beskrevs av Turner 1947. Boarmia cymatomita ingår i släktet Boarmia och familjen mätare. Inga underarter finns listade i Catalogue of Life.